# Lac Cyohoha Sud
Lac Cyohoha Sud är en sjö på gränsen mellan Burundi och Rwanda. Lac Cyohoha Sud ligger 1 380 meter över havet. Arean är 76 kvadratkilometer. Sjön är 32 kilometer lång och 2 kilometer bred, med flera smala vikar. Den avvattnas av Kamahozi till Akanyaru.